# Gare de Kenadsa
La gare de Kenadsa est une ancienne gare ferroviaire algérienne située sur le territoire de la commune de Kenadsa, dans la wilaya de Béchar.
La gare est mise en service en 1921, lors du prolongement 22 km de la ligne Sud-oranais de Colomb-Béchar à Kénadsa pour permettre le transport du charbon extrait des gisements de houille de la région de Kenadsa.

## Situation ferroviaire
Située à une altitude de 747,050 m, la gare était le terminus de la ligne d'Oran à Kenadsa, au point kilométrique (PK) 770,100 de la ligne où elle était précédée de la gare de Béchar.

## Histoire
La gare est mise en service en 1921 lors du prolongement de 21,700 km jusqu'à Kenadsa de ligne d'Oran à Colomb-Béchar (actuelle Béchar) pour permettre le transport par rail du charbon extrait des gisements de houille de la région de Kenadsa exploités par la Compagnie des chemins de fer algériens de l'État (CFAE) depuis 1917,. La gare de Kenadsa devient alors le nouveau terminus de cette ligne,,.
En 1942, un embranchement du chemin de fer Méditerranée-Niger est créé entre Colomb-Béchar et Kenadsa. C'est une ligne à écartement standard de 1 435 mm qui longe sur tout son parcours la voie ferrée à écartement étroit mise en service en 1921. Les deux lignes arrivent dans la même gare à Kenadsa et desservent différents sites miniers et faisceaux de triage localement,. Le charbon extrait à Kenadsa peut maintenant être transporté jusqu'au port de Ghazaouet, via Oujda au Maroc.

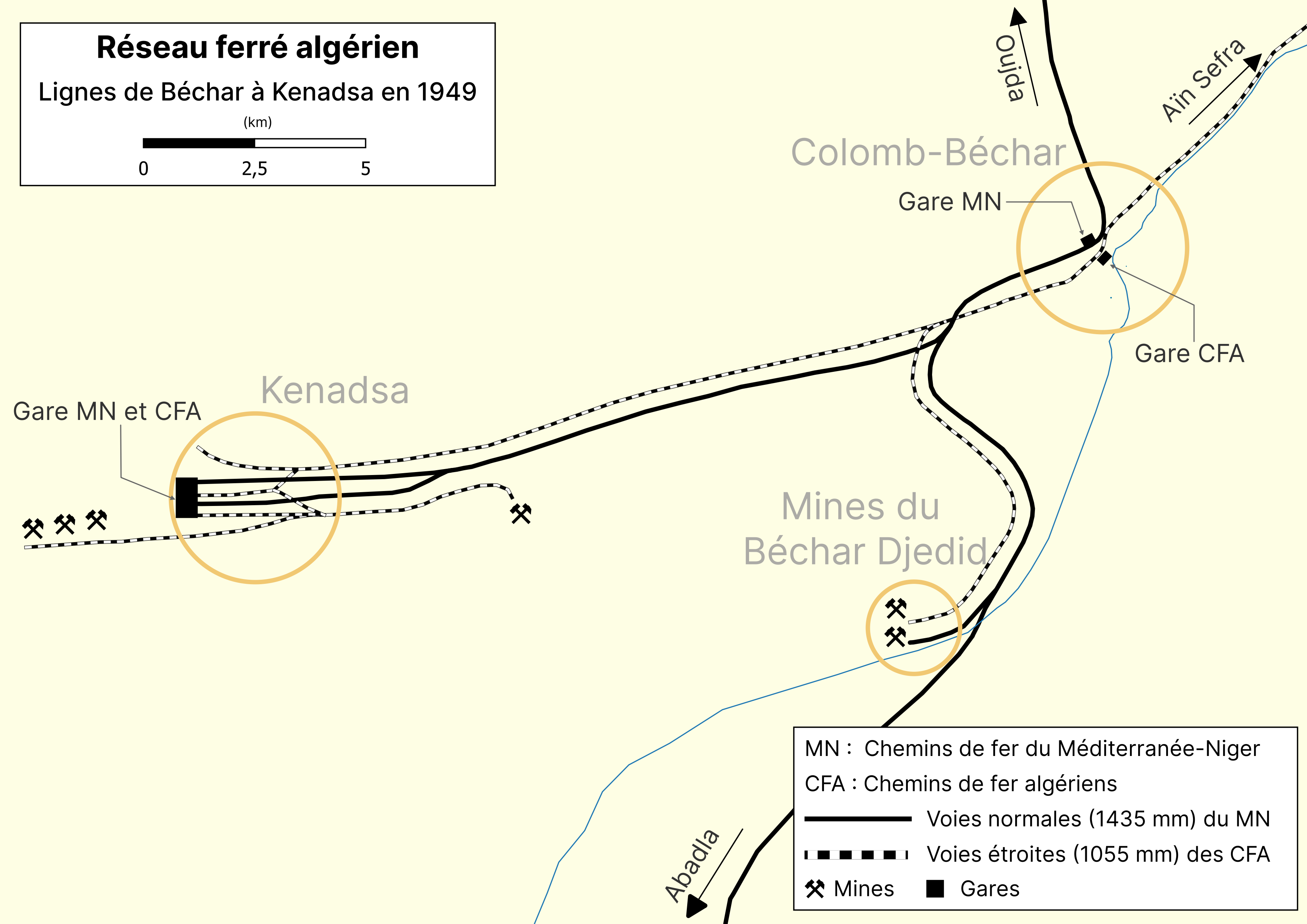
Les lignes ferroviaires en Colomb-Béchar et Kenadsa en 1949.

La gare est fermée en 1962 à la suite de la fermeture de la mine de Kenadsa par la société des Houillères du Sud Oranais.